# Municipio de Johnson (condado de Washington, Misuri)
El municipio de Johnson (en inglés: Johnson Township) es un municipio ubicado en el condado de Washington en el estado estadounidense de Misuri. En el año 2010 tenía una población de 1190 habitantes y una densidad poblacional de 3,52 personas por km².

## Geografía
El municipio de Johnson se encuentra ubicado en las coordenadas 38°5′46″N 91°1′17″O / 38.09611, -91.02139. Según la Oficina del Censo de los Estados Unidos, el municipio tiene una superficie total de 338 km², de la cual 337.47 km² corresponden a tierra firme y (0.16%) 0.53 km² es agua.

## Demografía
Según el censo de 2010, había 1190 personas residiendo en el municipio de Johnson. La densidad de población era de 3,52 hab./km². De los 1190 habitantes, el municipio de Johnson estaba compuesto por el 94.87% blancos, el 0.08% eran afroamericanos, el 1.6% eran amerindios, el 0.08% eran asiáticos, el 0.08% eran isleños del Pacífico, el 0.34% eran de otras razas y el 2.94% pertenecían a dos o más razas. Del total de la población el 1.6% eran hispanos o latinos de cualquier raza.